# Erimonax monachus
Erimonax monachus là một loài cá vây tia trong họ Cyprinidae. Chúng là loài đặc hữu của Hoa Kỳ.

## Hình ảnh

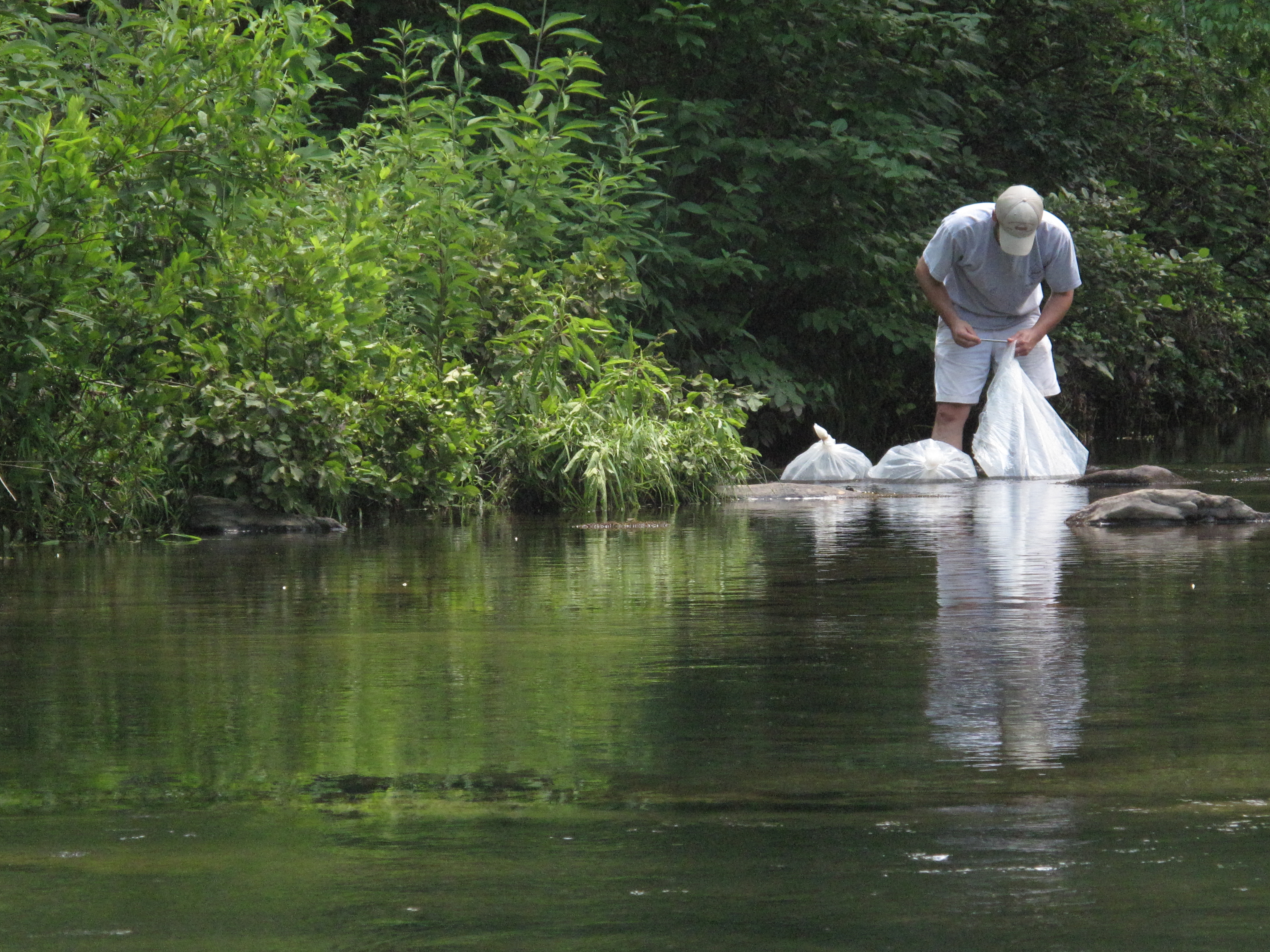
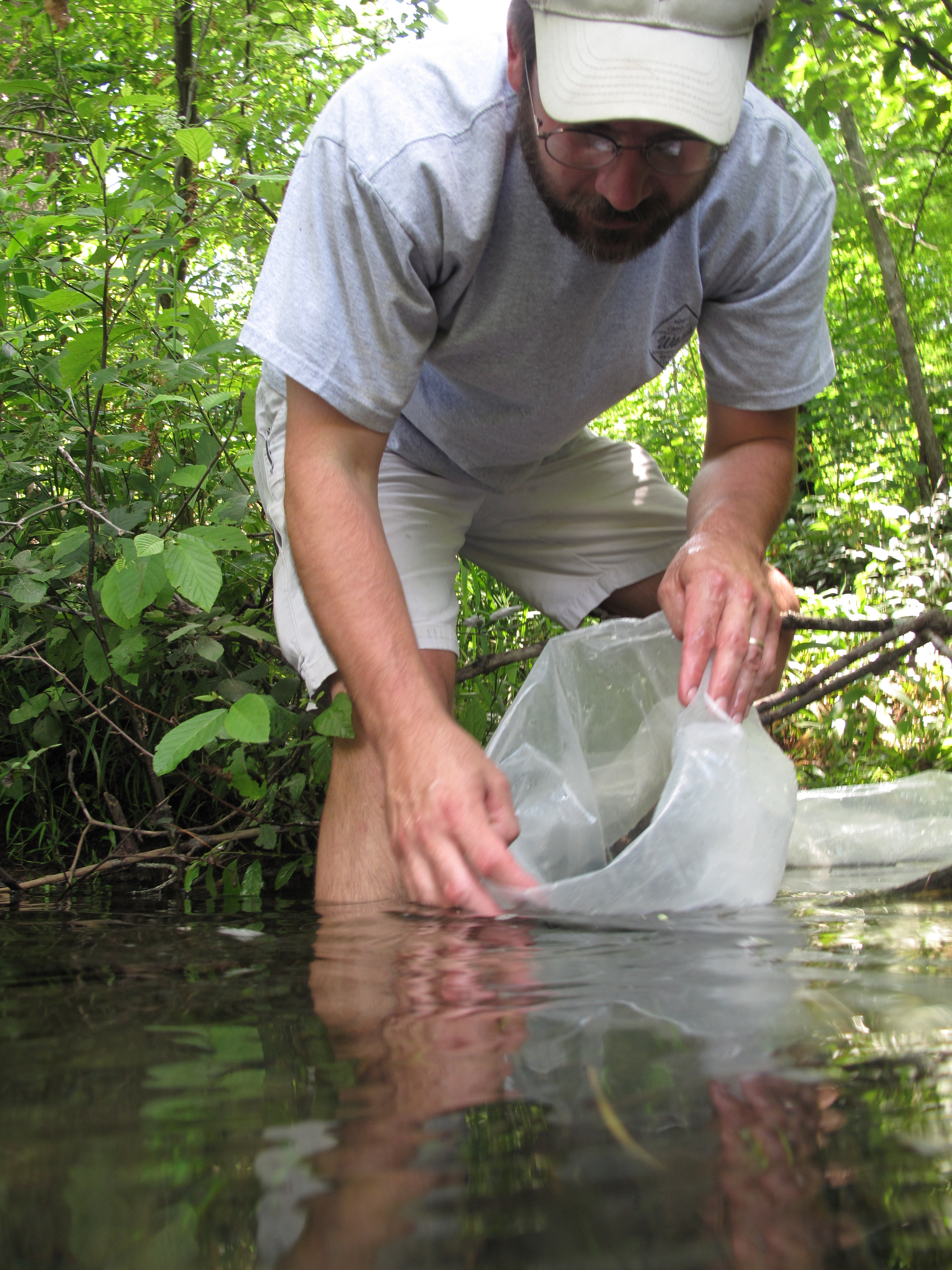
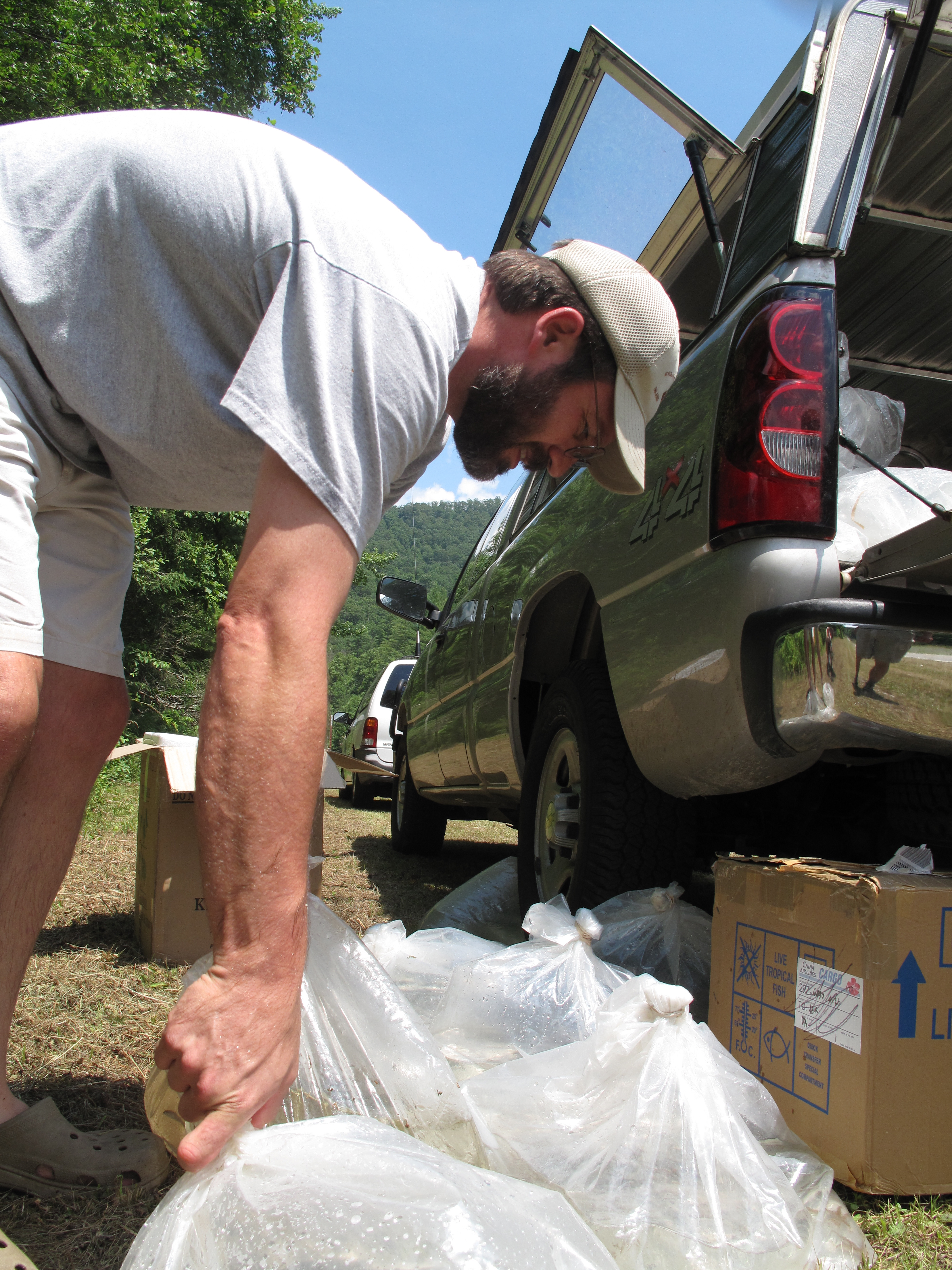